# 藤堂高武
藤堂 高武（とうどう たかたけ）は、伊勢国津藩一門藤堂出雲家第4代。第6代藩主藤堂高治の実兄。第7代藩主藤堂高朗の実父。

## 家系
藤堂出雲家は、藤堂高虎の異母弟高清に始まる。宗家の津藩主5代藤堂高敏で高虎の血統が絶え、高武の末弟高治が養子として6代藩主となって以降は藩主が出雲家の血を引くこととなる。
文武に秀でた人物を多く輩出している。藤堂高英陸軍中将は子孫。

## 略歴
貞享元年（1684年）、津藩騎将（番頭）藤堂高明の次男として生まれる。
正徳2年（1712年）10月、6代将軍徳川家宣が死去した際に、弔問の使者として江戸に遣わされる。
宝永8年（1723年）3月3日に父高明が隠居し、知行7000石、藤堂出雲家の家督を相続し、騎将となる。
享保12年（1727年）2月26日に死去。享年44。家督は三男の高豊が相続した。

## 子供
三男高豊(享保2年生) は、出雲家第5代。後に久居藩第5代藩主、次いで津藩第7代藩主となる。
次女見好は、尾張藩主徳川宗春の寵臣星野織部に嫁ぐも、織部の失脚で離縁している。
四男高文(享保5年生) は、出雲家第6代で漢学者。
五男元資は、高武弟の高能(元宴)の養子となり藤堂所左衛門家を相続。
六男高周(享保9年生) は、出雲家第7代。
七男光敏(光模)は、藤堂数馬家を相続。歌人。
なお、公的には高武の四男とされる久居藩第6代藩主の藤堂高雅は、高武の子供ではなく実は弟高治の長男で、生年も享保6年（1722年）ではなく享保12年（1727年）が正しい。